# Rhingia angusticincta
Rhingia angusticincta är en tvåvingeart som beskrevs av Enrico Adelelmo Brunetti 1908. Rhingia angusticincta ingår i släktet näbblomflugor, och familjen blomflugor. Inga underarter finns listade i Catalogue of Life.